# Campeonato Mundial de Halterofilismo de 2014 - Até 77 kg masculino
A categoria até 77 kg masculino foi um evento do Campeonato Mundial de Halterofilismo de 2014, disputado no Palácio de Esportes Baluan Sholak, em Almaty, no Cazaquistão, entre 11 e 12 de novembro de 2014. 

## Calendário
Horário local (UTC+6) 
| Dia            | Horário | Fase    |
| -------------- | ------- | ------- |
| 11 de novembro | 10:00   | Grupo D |
| 11 de novembro | 12:00   | Grupo C |
| 11 de novembro | 14:00   | Grupo B |
| 12 de novembro | 19:00   | Grupo A |

## Medalhistas
| Evento    | Ouro                 | Ouro   | Prata                | Prata  | Bronze              | Bronze |
| --------- | -------------------- | ------ | -------------------- | ------ | ------------------- | ------ |
| Arranque  | Zhong Guoshun (CHN)  | 171 kg | Kim Kwang-song (PRK) | 163 kg | Petr Asayonak (BLR) | 159 kg |
| Arremesso | Kim Kwang-song (PRK) | 200 kg | Zhong Guoshun (CHN)  | 196 kg | Kirill Pavlov (KAZ) | 195 kg |
| Total     | Zhong Guoshun (CHN)  | 367 kg | Kim Kwang-song (PRK) | 363 kg | Kirill Pavlov (KAZ) | 352 kg |

## Recordes
Antes desta competição, o recorde mundial da prova era o seguinte:
| Recorde         | Tipo      | Atleta                   | Peso   | Local     | Data                  |
| Recorde Mundial | Arranque  | Lü Xiaojun (CHN)         | 176 kg | Breslávia | 24 de outubro de 2013 |
| Recorde Mundial | Arremesso | Oleg Perepetchenov (RUS) | 210 kg | Trenčín   | 27 de abril de 2001   |
| Recorde Mundial | Total     | Lü Xiaojun (CHN)         | 380 kg | Breslávia | 24 de outubro de 2013 |

## Resultado
Os resultados foram os seguintes. 
| Pos.              | Atleta                      | Grupo | Peso  | Arranque (kg) | Arranque (kg) | Arranque (kg) | Arranque (kg)     | Arremesso (kg) | Arremesso (kg) | Arremesso (kg) | Arremesso (kg)    | Total |
| Pos.              | Atleta                      | Grupo | Peso  | 1             | 2             | 3             | Resultado         | 1              | 2              | 3              | Resultado         | Total |
| ----------------- | --------------------------- | ----- | ----- | ------------- | ------------- | ------------- | ----------------- | -------------- | -------------- | -------------- | ----------------- | ----- |
| Medalha de ouro   | Zhong Guoshun (CHN)         | A     | 76.50 | 166           | 171           | 172           | Medalha de ouro   | 196            | 196            | 201            | Medalha de prata  | 367   |
| Medalha de prata  | Kim Kwang-song (PRK)        | A     | 76.35 | 162           | 163           | 168           | Medalha de prata  | 190            | 195            | 200            | Medalha de ouro   | 363   |
| Medalha de bronze | Kirill Pavlov (KAZ)         | A     | 76.18 | 150           | 155           | 157           | 5                 | 181            | 190            | 195            | Medalha de bronze | 352   |
| 4                 | Petr Asayonak (BLR)         | A     | 76.60 | 154           | 159           | 164           | Medalha de bronze | 189            | 195            | 195            | 5                 | 348   |
| 5                 | Choe Jon-wi (PRK)           | A     | 76.34 | 150           | 155           | 155           | 6                 | 185            | 189            | 193            | 4                 | 344   |
| 6                 | Ibrahim Ramadan (EGY)       | A     | 76.70 | 148           | 153           | 153           | 8                 | 188            | 196            | 196            | 6                 | 341   |
| 7                 | Artiom Pipa (MDA)           | B     | 76.46 | 147           | 151           | 154           | 10                | 181            | 186            | 191            | 7                 | 337   |
| 8                 | Maged Emad (EGY)            | A     | 76.67 | 145           | 145           | 150           | 15                | 185            | 185            | 190            | 9                 | 335   |
| 9                 | Demir Demirev (BUL)         | B     | 76.82 | 145           | 150           | 152           | 17                | 180            | 185            | 185            | 10                | 335   |
| 10                | Junior Sánchez (VEN)        | B     | 73.58 | 148           | 151           | 154           | 7                 | 172            | 180            | —              | 16                | 334   |
| 11                | Alejandro González (ESP)    | B     | 76.00 | 140           | 150           | 153           | 12                | 182            | 190            | 190            | 12                | 332   |
| 12                | Andrés Mata (ESP)           | B     | 76.45 | 140           | 150           | 153           | 13                | 182            | 190            | 190            | 13                | 332   |
| 13                | Triyatno (INA)              | C     | 75.71 | 140           | 145           | 147           | 19                | 175            | 180            | 183            | 11                | 330   |
| 14                | Max Lang (GER)              | B     | 75.94 | 145           | 150           | 150           | 11                | 180            | 185            | 185            | 17                | 330   |
| 15                | Ara Khachatryan (ARM)       | A     | 76.81 | 150           | 155           | 155           | 16                | 175            | 180            | 185            | 19                | 330   |
| 16                | Alexandru Roșu (ROU)        | B     | 76.93 | 141           | 141           | 145           | 26                | 180            | 186            | 186            | 8                 | 327   |
| 17                | Addriel La O (CUB)          | C     | 74.02 | 143           | 148           | 148           | 18                | 173            | 178            | 178            | 21                | 326   |
| 18                | Jordanis Espinosa (CUB)     | C     | 76.69 | 135           | 140           | 144           | 23                | 175            | 182            | 188            | 15                | 326   |
| 19                | Travis Cooper (USA)         | C     | 76.59 | 140           | 144           | 145           | 21                | 175            | 179            | 183            | 20                | 324   |
| 20                | Hakob Mkrtchyan (ARM)       | C     | 76.75 | 135           | 140           | 140           | 30                | 170            | 175            | 180            | 18                | 320   |
| 21                | Jakob Neufeld (GER)         | B     | 76.90 | 140           | 143           | 143           | 25                | 171            | 175            | 178            | 24                | 318   |
| 22                | Sathish Sivalingam (IND)    | C     | 76.75 | 140           | 140           | 145           | 29                | 168            | 173            | 177            | 22                | 317   |
| 23                | Welisson Silva (BRA)        | C     | 76.67 | 135           | 140           | 140           | 28                | 175            | 175            | 180            | 23                | 315   |
| 24                | Daýanç Aşyrow (TKM)         | C     | 76.86 | 145           | 149           | 149           | 22                | 168            | 173            | 173            | 27                | 313   |
| 25                | Nguyễn Hồng Ngọc (VIE)      | D     | 75.81 | 135           | 140           | 143           | 27                | 172            | 182            | 182            | 25                | 312   |
| 26                | Baýmyrat Orazdurdyýew (TKM) | C     | 76.78 | 139           | 139           | 140           | 31                | 170            | 175            | 176            | 26                | 310   |
| 27                | Emmanouil Marianakis (GRE)  | D     | 76.77 | 135           | 141           | 143           | 24                | 160            | 160            | 165            | 30                | 308   |
| 28                | Amir Belhout (ALG)          | D     | 76.37 | 135           | 140           | 140           | 33                | 165            | 170            | 170            | 29                | 300   |
| 29                | Tim Kring (DEN)             | D     | 75.73 | 128           | 132           | 132           | 34                | 157            | 161            | 165            | 28                | 297   |
| 30                | Ragala Venkat Rahul (IND)   | D     | 76.76 | 132           | 136           | 136           | 32                | 161            | 161            | 166            | 31                | 297   |
| 31                | Jean-Marc Béland (CAN)      | D     | 76.98 | 128           | 132           | 135           | 35                | 155            | 160            | 160            | 32                | 292   |
| —                 | Erkand Qerimaj (ALB)        | A     | 76.82 | 156           | 158           | 160           | 4                 | 191            | 192            | 193            | —                 | —     |
| —                 | Chatuphum Chinnawong (THA)  | A     | 76.66 | 152           | 158           | 158           | 9                 | 184            | 184            | 184            | —                 | —     |
| —                 | James Tatum (USA)           | C     | 76.50 | 145           | 150           | 158           | 14                | 175            | 175            | 175            | —                 | —     |
| —                 | Giorgi Lomtadze (GEO)       | B     | 76.41 | 147           | 151           | 151           | 20                | 175            | 175            | 175            | —                 | —     |
| —                 | Edinson Angulo (COL)        | D     | 75.92 | 130           | 130           | 130           | 36                | 170            | 170            | 170            | —                 | —     |
| —                 | Yony Andica (COL)           | B     | 76.66 | 143           | 143           | 143           | —                 | 177            | 182            | 187            | 14                | —     |
| —                 | Hugo Catalán (ARG)          | D     | 76.29 | —             | —             | —             | —                 | —              | —              | —              | —                 | —     |
| DSQ               | Daniel Godelli (ALB)        | A     | 76.07 | 163           | 167           | 171           | —                 | 195            | 198            | 211            | —                 | —     |